# Poltenkapelle Oberperfuss

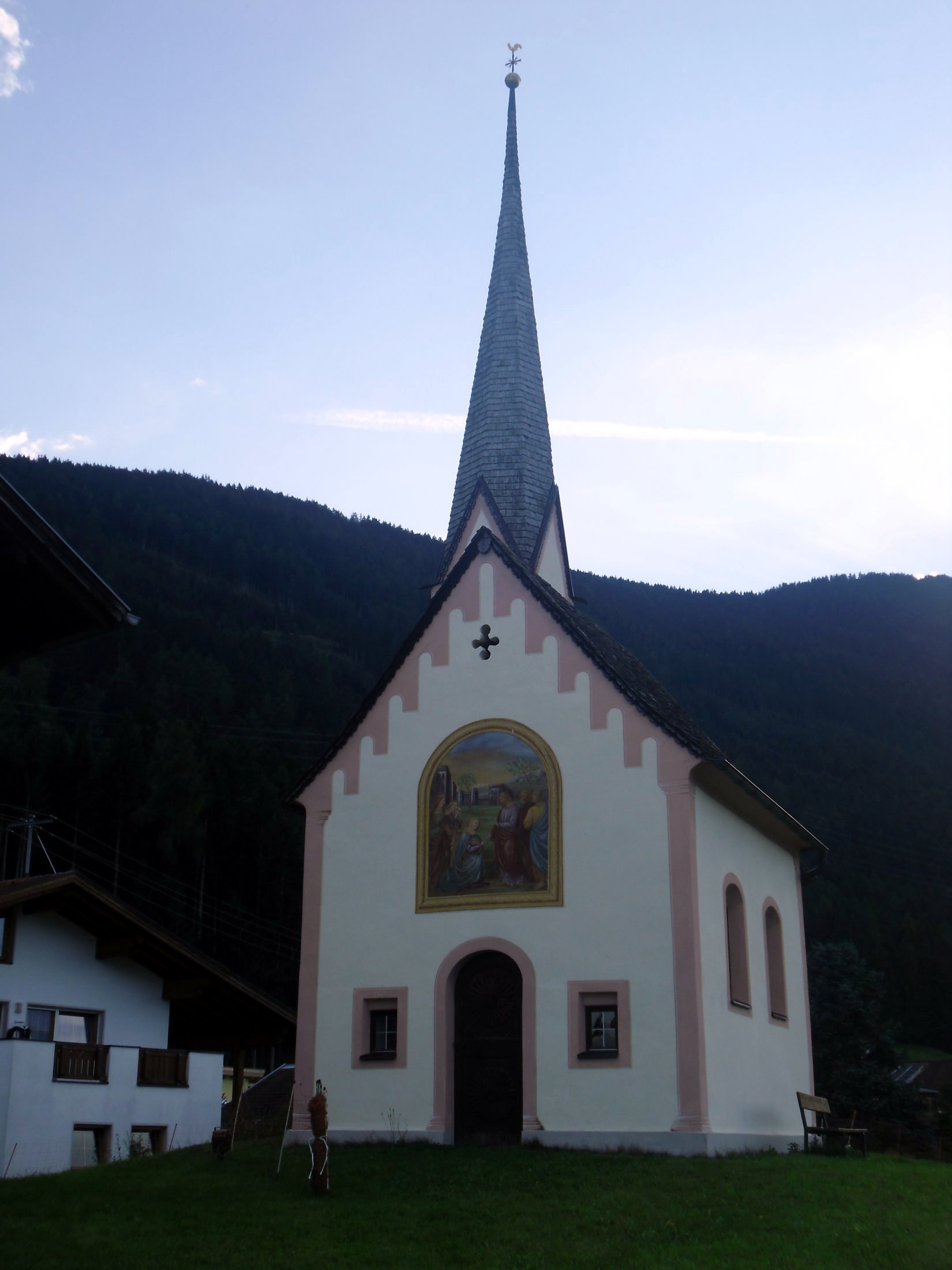
Die Poltenkapelle in Oberperfuss

Die Poltenkapelle Oberperfuss steht in der österreichischen Gemeinde Oberperfuss in Tirol. Sie ist des Schmerzhaften Muttergottes geweiht und gehört als Kapelle zum Dekanat Axams in der Diözese Innsbruck. Die Kapelle steht unter Denkmalschutz (Listeneintrag).

## Geschichte
Bereits im Jahr 1837 wurde die Kapelle errichtet. Sie wurde im Jahre 1981 restauriert und am 12. Oktober 1982 wieder eingeweiht.

## Architektur und Ausstattung
Der kleine einjochige Kapellenbau besitzt einen leicht eingezogenen, gerade schließenden Chor. Der Kirchturm ist an der Chornordseite angebaut, rundbogigen Schallfenstern und einen Giebelspitzhelm. Das Chorgitter stammt aus der Erbauungszeit und ist mit einem reich geschmückten Bogenfeld ausgestattet. Der flach gewölbte Chor wird durch eine Gewölbemalerei mit illusionistischer Rahmung geprägt.
Das Innere der Kapelle ist mit einer Flachkuppel auf Eckpilastern ausgestattet. An der Giebelfassade befindet sich das Wandbild, das Jesus nimmt Abschied von seiner Mutter darstellt. Es ist der Erbauungszeit zuzuordnen. Anton Krömer schuf das Hauptdeckengemälde, die Kreuzabnahme, im Jahr 1839. In den vier Deckenzwickeln befinden sich die vier Evangelisten mit ihren Symbolen.